# Ecuador en los Juegos Olímpicos de Seúl 1988
Ecuador estuvo representado en los Juegos Olímpicos de Seúl 1988 por un total de trece deportistas, diez hombres y tres mujeres, que compitieron en 6 deportes.
La portadora de la bandera en la ceremonia de apertura fue la atleta Liliana Chalá. El equipo olímpico ecuatoriano no obtuvo ninguna medalla en estos Juegos.